# Cala Luna

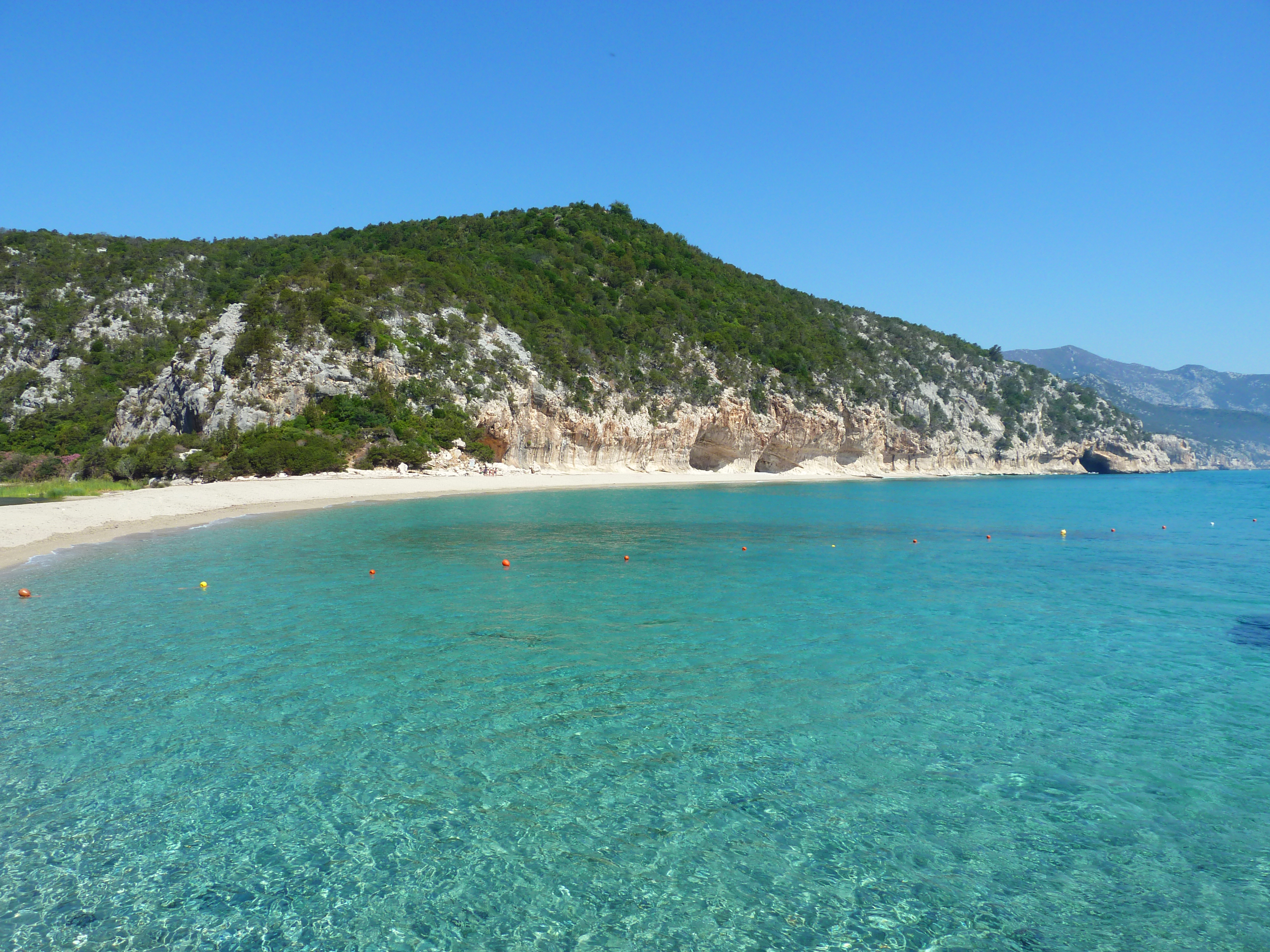
Cala Luna

Die Cala Luna ist ein Strand am Golf von Orosei in Sardinien. Der Strand ist aufgrund seines weißen Sandes und den markanten Höhlen ein beliebtes Ausflugsziel.

## Beschreibung
Der Strand liegt am Mündungsee des Baches Codula di Luna an der Grenze der Gemeinden Dorgali und Baunei. Zum Strand führt keine Straße und er ist vom Land nur über Fußwege erreichbar. Der Zustieg von der Cala Fuili dauert etwa zwei Stunden. Von Cala Gonone verkehren Ausflugsschiffe zum Strand.

## Geologie

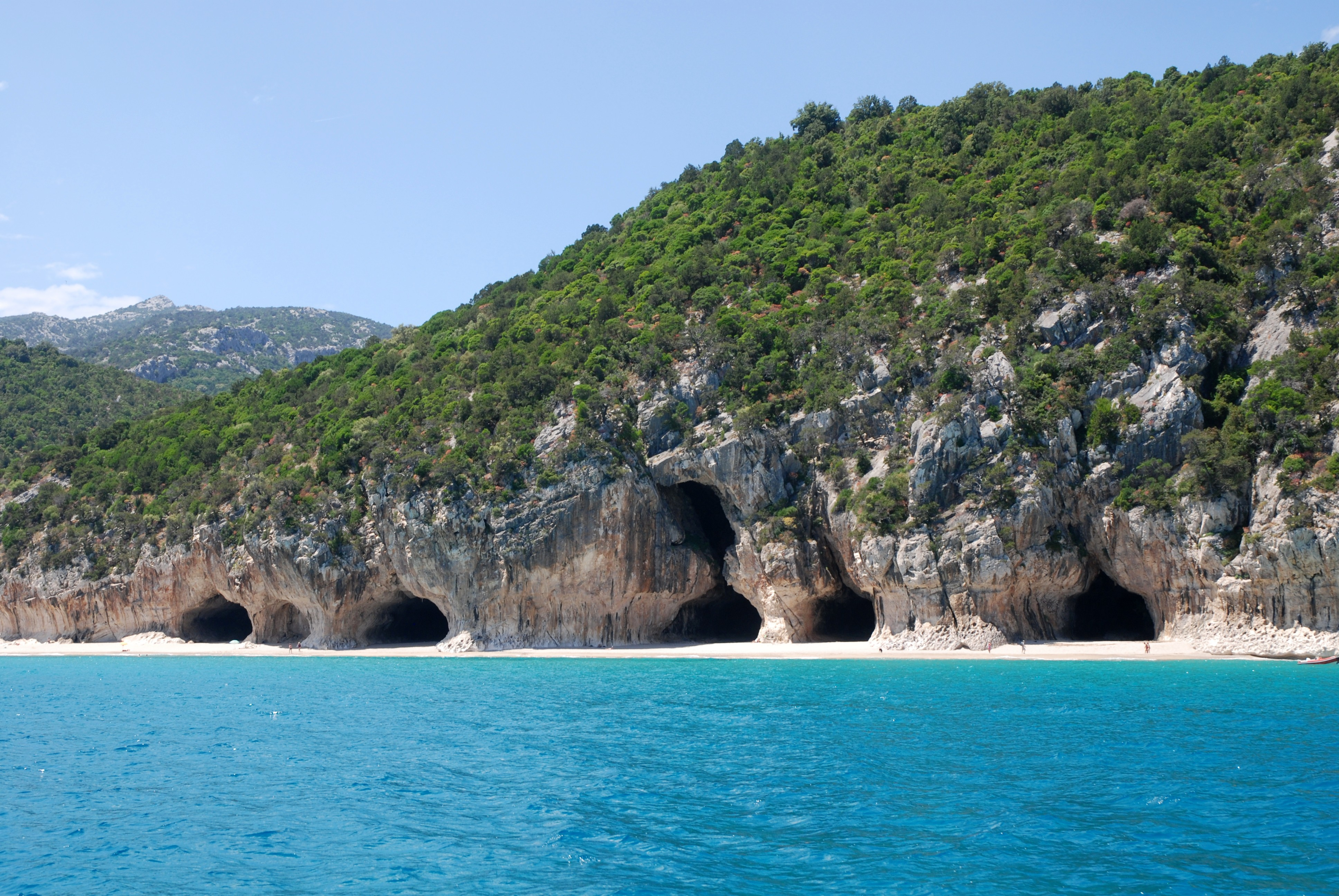
Höhlen an der Cala Luna

Im südlichen Teil des Golfs von Orosei befinden sich gut verkarstungsfähige Kalksteine aus dem Jura. Dieses Gebiet entwässert nach Osten zum Meer und schuf viele Höhlen, wie auch die nahe gelegene Grotta del Bue Marino. Unter Wasser befinden sich Zugänge zu einem Höhlensystem, das ins Landesinnere reicht.

## Sport
In den Felswänden befinden sich viele Kletterrouten. Die Nähe zum Meer führt jedoch zu starker Korrosion der Bohrhaken, wodurch bei neuen Routen Haken aus rostfreiem Stahl verwendet werden.

## Geschichte
In den 1970er Jahren war die Cala Luna Anziehungspunkt für die Hippie-Kultur und die Höhlen wurden als Wohnhöhlen genutzt. 1982 wurde das Nächtigen im Umkreis von 1 km verboten.
Der Strand war Drehort für den Spielfilm Hingerissen von einem ungewöhnlichen Schicksal im azurblauen Meer im August.